# Mia Ingolič
Mia Ingolič (* 15. Januar 2009) ist eine slowenische Skispringerin. 

## Werdegang
Seit 2021, als sie einem Junioren-Wettkampf in Ruhpolding gewann, startete Mia Ingolič bis Anfang 2025 ausschließlich im Alpen-Cup, wobei sie nie einen Wettkampf schlechter als auf dem 14. Platz abschloss. 
Anfang 2025 debütierte Ingolič dann erfolgreich in Eisenerz im Intercontinental-Cup, woraufhin sie in Ljubno erstmals im Weltcup starten durfte, wo sie auf Anhieb ihre ersten Weltcuppunkte erzielte. Trotzdem startete sie in der Saison nur noch im Intercontinental- und Alpen-Cup, wo sie mit dem vierten, beziehungsweise zweiten Platz in Oberhof neue Bestleistungen erreichte.